# Justices-Madeleine-Saint Léonard
Justices-Madeleine-Saint Léonard est un quartier d'Angers.
Le Conseil consultatif de quartier des Justices-Madeleine-Saint Léonard fut installé le 2 juin 2004 par Jean-Claude Antonini, maire d'Angers, et Jean-Marc Chiron, président du Conseil consultatif de quartier.
C'est un quartier situé à l'est d'Angers, essentiellement résidentiel (classes moyennes et aisées), mais 13 % de son parc de logements reste en catégorie HLM.

## Éducation
- 4 collèges et un lycée : Mongazon (collège et lycée privés), La Madeleine (collège privé), Saint-Augustin (collège privé), et Félix Landreau (collège public).

## Services publics
- Mairie de quartier
- Bibliothèque municipale
- Centre socio-culturel "Le Trois Mâts"
- La Poste

## Sport
- Stade Raymond-Kopa, salle, piscine et tennis Jean-Bouin
- Complexe sportif de Villoutreys
- Stade de la Baraterie.

## Marchés
- Il existe un marché aux Justices tous les mardis, et un tous les jeudis au Square Jeanne-d'Arc.

## Commerces
- Super U Les Justices
- Intermarché La Madeleine
- Nombreux commerces autour de la place de la Madeleine

## Transports urbains
- Bus Irigo (anciennement COTRA) : lignes 2, 5, 8, 9, 10, 12.

## Lavoir public
- Au XIXe siècle, alors que le quartier est déshérité au point de vue hygiène car éloigné de la Maine et de la Loire, un lavoir public fut érigé aux Justices, sur la place du Bourg-La-Croix, en 1900 par le conducteur de travaux Rohard. Ce fut le premier à Angers, en suivirent plusieurs autres dans toute la ville. Photo du lavoir en 1978.